# جوس فان سانت
جوس جرين فان سانت الابن  (24 يوليو 1952) مخرج وسينارسيت أميركي يعتبر أحد ابرز السينمائيين اليوم غالبًا ما يستشهد بتأثير المخرج المجري العظيم بيلا تار في تأثيره عليه بدءًا من جيري عندما بدأ فان سانت في استخدام اللقطات الطويلة دون انقطاع. وهو أيضاً رسام ومصور وموسيقي. تتناول أفلامه عادةً مواضيع الثقافات الفرعية المهمشة، ولا سيما الشذوذ الجنسي. نتيجة لذلك، يعتبر فان سانت أحد أبرز مؤلفي حركة سينما كوير الجديدة.
كانت مهنة فان سانت المبكرة مكرسة لتوجيه الإعلانات التلفزيونية في شمال غرب المحيط الهادئ. ظهر لأول مرة في الإخراج في فيلم مالا نوش (1985).الثاني كاوبوي الصيدلية (1989)، ونالت استحسانا كبيرا، وأكسب السيناريو جوائز من جمعية نقاد لوس انجليس السينمائي ونيويورك للأفلام النقاد الدائرة وجائزة أفضل مخرج من الجمعية الوطنية للنقاد السينمائيين. حصل فيلمه التالي بلدي الخاص ايداهو (1991) على إشادة مماثلة وكذلك الفيلم الكوميدي الأسود للموت من أجل (1995)، الدراما ويل هانتنج الجيد 1997 واللذي يعتبر أشهر أفلامه وفيلم السيرة الذاتية ميلك (2008)؛ بالنسبة للفيلمين الأخيرين، تم ترشيح فان سانت لجائزة الأوسكار لأفضل مخرج وحصل كلا الفيلمين على ترشيحات أفضل فيلم.
في عام 2003، فاز فيلم فان سانت عن مذبحة مدرسة كولومبين الثانوية بالسعفة الذهبية في مهرجان كان السينمائي. حصل فان سانت أيضًا على جائزة أفضل مخرج في المهرجان في نفس العام، مما جعله واحدًا من اثنين فقط من المخرجين - الآخر هو جويل كوين - الذين فازوا بكلتا الجائزتين في المهرجان في نفس العام.  الرغم من أن معظم أفلام فان سانت الأخرى حظيت بمراجعات إيجابية، مثل البحث عن فورستر (2000) وحديقة بجنون العظمة (2007)، إلا أن بعض أعماله، مثل إنتاج فيلم من نوع البيت الفني الأيام الأخيرة 2005 والدراما البيئية أرض الميعاد (2012)، تلقت العديد من الآراء المتباينة من النقاد.
بالإضافة إلى الإخراج، كتب فان سانت سيناريوهات العديد من أعماله، وهو مؤلف رواية وردي.  كما تم نشر كتاب عن تصويره، 108 بورتريهات، وأصدر ألبومين موسيقيين. إنه مثلي الجنس ويعيش في لوس فيليز، كاليفورنيا.

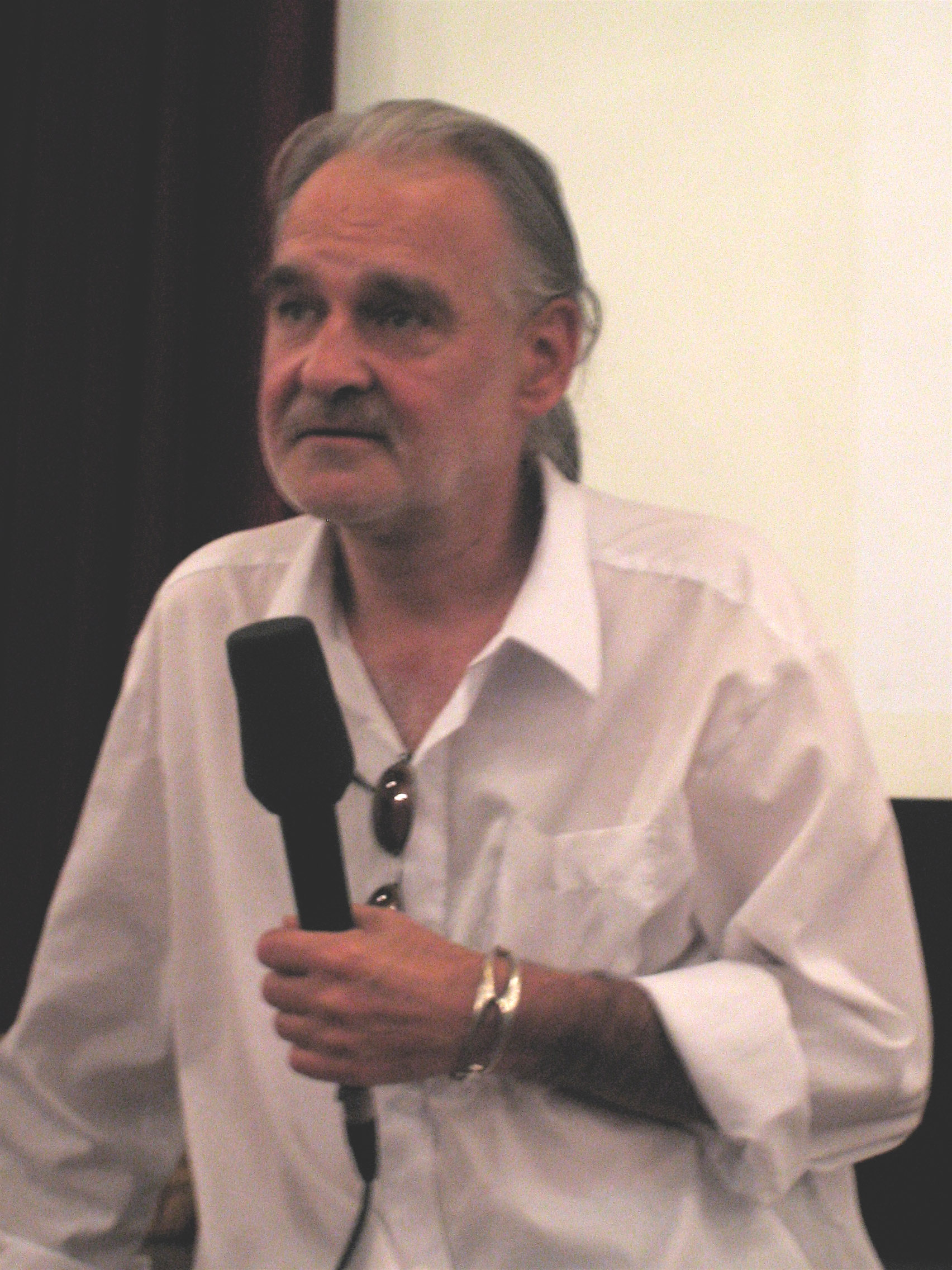
بيلا تار المؤثر عليه

## النشأة
وُلد فان سانت ونشأ في لويزفيل، كنتاكي، ابن بيتي (ني سي) وجوس جرين فان سانت الأب؛ كان والد جوس مُصنِّعًا للملابس وبائعًا متجولًا،  وشق طريقه سريعًا نحو ازدهار الطبقة الوسطى، حيث شغل مناصب التسويق التنفيذي التي تضمنت منصب رئيس عملية الملابس التابعة لشركة شركة وايت ستاغ للتصنيع.  نتيجة لوظيفة والده انتقلت الأسرة باستمرار خلال طفولة فان سانت.
عائلته من أصل هولندي جزئي؛ اسم «فان سانت» مشتق من الاسم الهولندي «فان زاندت». وصل أول فان زاندت إلى منطقة نيو نذرلاند في أوائل القرن السابع عشر، حول ما يعرف الآن بمدينة نيويورك.
فان سانت هو من خريجي دارين المدرسة الثانوية في دارين، كونيتيكت،  و مدرسة كاتلين جابل في بورتلاند، أوريغون.  أحد الثوابت في السنوات الأولى للمخرج هو اهتمامه بالفنون البصرية (مثل الرسم وصناعة الأفلام Super-8). بينما كان لا يزال في المدرسة، بدأ في صنع أفلام شبه سيرة ذاتية تكلف ما بين 30 و 50 دولارًا. قادته الميول الفنية لفان سانت إلى مدرسة رود آيلاند للتصميم في عام 1970، حيث ألهمته مقدمته للعديد من المديرين الطليعيين لتغيير تخصصه من الرسم إلى السينما.

## مهنته

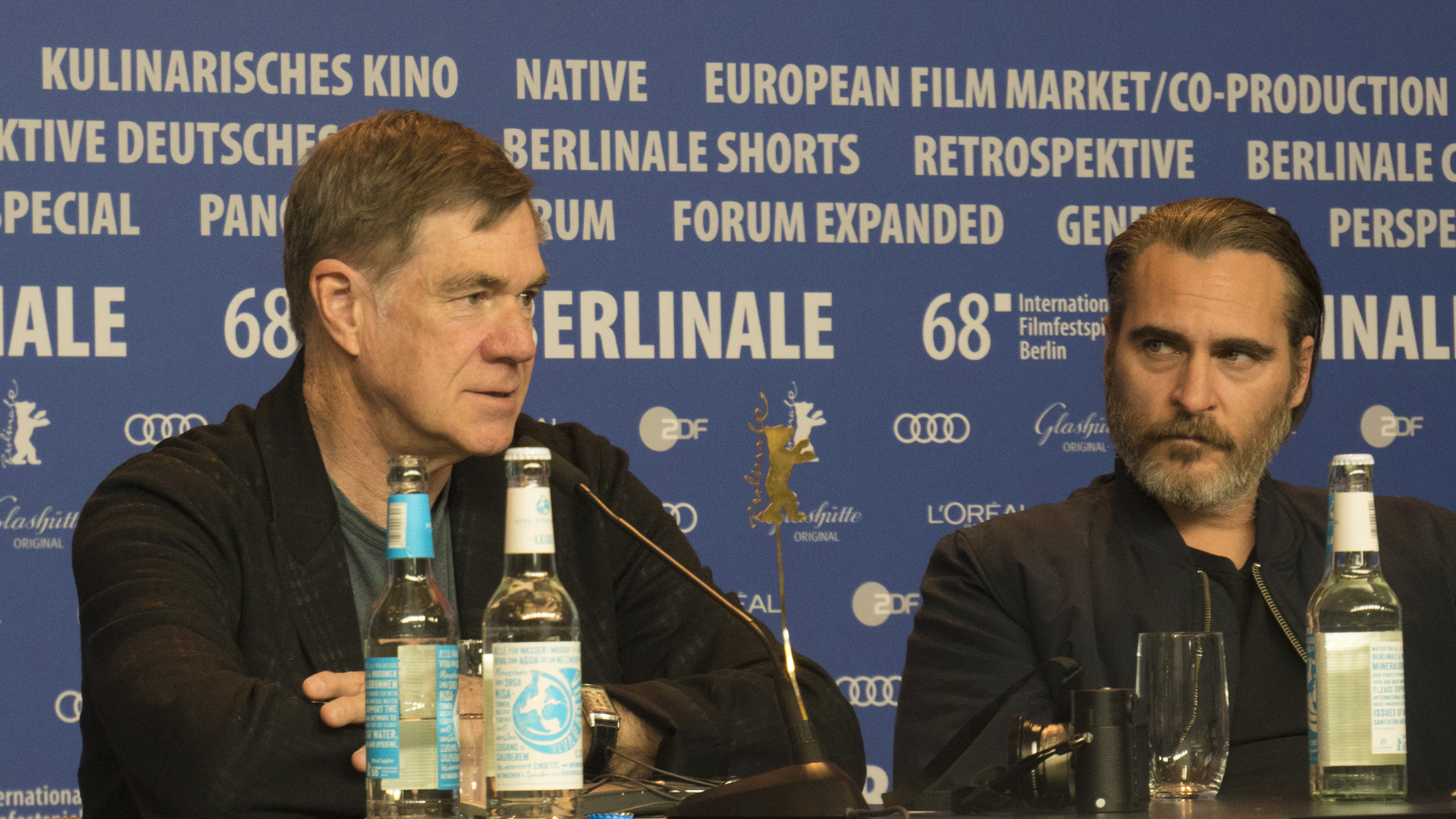
المؤتمر الصحفي لـ "Don't Worry, He Won't Get Far on Foot" لجوس فان سانت في برلينالة 2018

### 1982-1989: بداية حياته المهنية
بعد قضاء بعض الوقت في أوروبا، ذهب فان سانت إلى لوس أنجلوس عام 1976.  حصل على وظيفة كمساعد إنتاج للمخرج كين شابيرو، الذي طور معه بعض الأفكار التي لم تؤت ثمارها. في عام 1981، حاول إخراج فيلم باسم أليس في هوليود، وهو فيلم عن ممثلة شابة ساذجة تذهب إلى هوليوود وتتخلى عن مثلها العليا. . خلال هذه الفترة، بدأ فان سانت في قضاء بعض الوقت في مراقبة قاطني الأقسام الأكثر انخفاضًا في هوليوود بوليفارد. أصبح مفتونًا بوجود هذه الشريحة المهمشة من سكان لوس أنجلوس، لا سيما في سياق العالم الأكثر ازدهارًا واعتيادية والذي يحيط بهم. ركز فان سانت أعماله مرارًا وتكرارًا على أولئك الموجودين على هامش المجتمع، مما جعله فيلمه الروائي الطويل الأول مالا نوش .
تم صنعه بعد عامين من ذهاب فان سانت إلى نيويورك للعمل في وكالة إعلانات. لقد وفر 20000 دولار خلال فترة عمله هناك، مما مكنه من تمويل معظم حكايته عن الحب المنكوب بين كاتب محل لبيع الخمور مثلي الجنس ومهاجر مكسيكي. الفيلم مأخوذ من رواية شبه ذاتية للكاتب البورتلاندي والت كيرتس، وقد أظهر بعض السمات المميزة للمخرج، ولا سيما الرومانسية التي لم تتحقق، والشعور الجاف بالعبثية، ورفض التعامل مع المثلية الجنسية على أنها شيء يستحق الحكم. على عكس العديد من صانعي الأفلام المثليين، رفض فان سانت - الذي لطالما كان مثليًا بشكل علني - استخدام العلاقات المثلية كعلف لتصريحات سياسية صريحة، على الرغم من أن مثل هذه العلاقات كانت تظهر كثيرًا في أفلامه.
تم تصوير الفيلم باللونين الأبيض والأسود، وحصل على فان سانت تقريبًا بين عشية وضحاها في دائرة المهرجان، حيث صنفته صحيفة لوس أنجلوس تايمز كأفضل فيلم مستقل لهذا العام.  اجتذب نجاح الفيلم اهتمام هوليوود، وتودلت يونيفرسال بفان سانت لفترة وجيزة.طرح فان سانت سلسلة من أفكار المشروع (بما في ذلك ما سيصبح لاحقًا Drugstore Cowboy و My Own Private Idaho) التي رفض الاستوديو الاهتمام بها.
عاد فان سانت مرة أخرى إلى بورتلاند، أوريغون، حيث أسس منزلًا وبدأ يعطي الحياة للأفكار التي رفضتها يونيفرسال. أخرج صيدلية كاوبوي حول أربعة مدمنين على المخدرات يسرقون الصيدليات لدعم عادتهم. حقق الفيلم نجاحًا نقديًا كبيرًا وأعاد إحياء مسيرة مات ديلون.

### 1990-1995: نجاح ألعاب إندي وآرت هاوس
تم عكس استكشاف صيدلية كاوبوي لحياة أولئك الذين يعيشون على الأطراف الخارجية للمجتمع، بالإضافة إلى محيطه في بورتلاند، في جهد فان سانت التالي، وهو بلدي الخاص ايداهو (1991) الذي نال استحسانًا مماثلًا. فقط مع نجاح كاوبوي، تم منح فان سانت الآن ترخيصًا لصنع ايداهو (فيلم كان قد عرضه في الأصل وتم رفضه عدة مرات لأن الاستوديوهات اعتبرت السيناريو «محفوفًا بالمخاطر». أعطت الخط السينمائي الجديد الآن فان سانت الضوء الأخضر، وذهب في مهمة للحصول على ولاية ايداهو النصي في أيدي الممثل الرائع ريفر فينيكس وكيانو ريفزا ختياره المفضل للقائمين الشباب. بعد أشهر من الصراع مع الوكلاء والمديرين حول محتوى النص، حصل فان سانت أخيرًا على فينيكس وريفز، اللذين لعبوا دور مايك ووترز وسكوت فافور على التوالي.
تمحور الفيلم حول تعاملات اثنين من المحتالين الذكور (لعبهما فينيكس وريفز)، وكان الفيلم بمثابة اختبار مقنع للحب غير المتبادل، والاغتراب، ومفهوم الأسرة (وهو مفهوم يستكشفه فان سانت مرارًا وتكرارًا في أفلامه). حصل الفيلم على جائزة إندبندنت سبيريت عن سيناريو فيلمه (كان قد فاز بنفس الجائزة عن سيناريو فيلم صيدلية كاوبوي)، بالإضافة إلى مكانة أكبر. حصل الفيلم أيضًا على جائزة ريفر فينيكس لأفضل ممثل مع مرتبة الشرف في مهرجان البندقية السينمائي من بين أمور أخرى. بالإضافة إلى ذلك، فقد ساعد ريفز - الذي اشتهر سابقًا بعمله في أفلام بيل وتيد - في الحصول على الاحترام النقدي الذي استعصى عليه سابقًا.
كان فيلم فان سانت التالي، وهو مقتبس عام 1993 عن حتى رعاة البقر يحصلون على البلوز لتيم روبينز، تقلبًا مفرطًا، تجاريًا ونقديًا. تتميز بميزانية كبيرة بشكل غير عادي (لفان سانت، على الأقل) تبلغ 8.5 مليون دولار ومجموعة كبيرة انتقائية بما في ذلك أوما ثورمان، وجون هيرت، وكيانو ريفز والوافد الجديد في شكل أخت ريفر فينيكس الأصغر رين (بناءً على اقتراح فينيكس)، تم عمل الفيلم ثم إعادة صياغته، لكن المنتج النهائي أدى مع ذلك إلى اقتراب شيء ما من كارثة كبيرة.
ساعد فيلم إلى الموت من أجل لفان سانت عام 1995 على استعادة بريقه. الفيلم الكوميدي الأسود مقتبس من رواية جويس ماينارد، حيث قامت ببطولته نيكول كيدمان كفتاة طقس قاتلة وطموحة. كما أنه من بطولة مات ديلون كزوجها البائس وشقيق فينيكس الثالث في العديد من المشاريع الممثل الشهير خواكين فينيكس، مثل عشيقها السيئ الحظ (مات ريفر بسبب جرعة زائدة من المخدرات قبل عام ونصف). كان هذا أول جهد قام به فان سانت لاستوديو كبير (كولومبيا)، ومهد نجاحه الطريق لمزيد من المشاريع التي اختارها المخرج. وفي العام نفسه، شغل منصب المنتج التنفيذي ل اري كلارك الصورة للأطفال؛ لقد كانت مهمة مناسبة، نظرًا لكل من موضوع الفيلم وحقيقة أن صور كلارك للحشاشين كانت بمثابة نقاط مرجعية لـ صيدلية كاوبوي لفان سينت .

### 1997-2003: الاختراق السائد
في عام 1997، فان سانت اكتسبت اعترافا التيار واشادة بفضل حاسمة لويل هانتينج الجيد، الذي لعب بطولته وكتبه مات ديمون وبن أفليك . حقق الفيلم - الذي يدور حول عبقري رياضي من ذوي الياقات الزرقاء - نجاحًا نقديًا وتجاريًا كبيرًا. تم ترشيحه لتسع جوائز أكاديمية، بما في ذلك أفضل مخرج لفان سانت. كما فاز بجائزتين، بما في ذلك أفضل سيناريو لـ أفليك وديمون، وأفضل ممثل مساعد أوسكار لروبن ويليامز، الذي أشار، في خطاب قبوله، إلى فان سانت بأنه «كونه بارعًا للغاية لدرجة أنك شبه لا شعوري».  فان سانت، دامون وأفليك أنفسهم ونجاح الفيلم في كيفن سميث الصورة جاي وسيلنت بوب سترايك باك .
نجاح ويل هانتينج الجيد أدا الفرصة ل إعادة تشكيل ل ألفريد هيتشكوك الكلاسيكي النفسية . على عكس إعادة تفسير فيلم عام 1960، اختار فان سانت إعادة إنشاء الفيلم المصور من أجل التصوير بالألوان مع طاقم من مستمعي هوليوود الشباب. قوبل قراره بقدر متساوٍ من الفضول والتشكيك والسخرية من المطلعين على الصناعة والأجانب على حد سواء، وقوبلت النتيجة النهائية باستقبال مماثل.استقبل باستقبال نقدي سلبي وكان أداءه سيئًا في شباك التذاكر.
في عام 2000، أخرج فان سانت البحث عن فوستر ، عن طالب في المدرسة الثانوية (روب برون) من برونكس من غير المحتمل أن يصبح صديقًا لمؤلف قشري منعزل (الممثل الكبير شون كونري). كانت الاستجابة الحرجة إيجابية بشكل عام.
بالإضافة إلى الإخراج، كرس قدرًا كبيرًا من الطاقة لإصدار ألبومين ونشر رواية وردي، والتي كانت بمثابة استكشاف مستتر لحزنه على وفاة ريفر فينيكس.

### 2003 إلى الوقت الحاضر: العودة إلى سينما آرتهاوس (الفنية)
سافر فان سانت إلى صحراء الأرجنتين، ويوتا، ووادي الموت لإنتاج فيلم جيري عام 2002، وهو سمة مرتجلة إلى حد كبير تم ابتكارها بشكل فضفاض، حيث يتجول فيها النجمان مات ديمون وكيسي أفليك - كلاهما يلعبان شخصيات تدعى جيري - يتجولان عبر الصحراء، يناقشان عجلة من ثروة وألعاب الفيديو . عُرض الفيلم لأول مرة في مهرجان صندانس السينمائي .
استغرق جيري أكثر من عام للوصول إلى المسارح، وفي ذلك الوقت بدأ فان سانت في إنتاج فيلمه التالي، الفيل . اقترب من HBO والمنتجة والممثلة الكبيرة داني كيتون لصياغة فيلم روائي مبني على مذبحة مدرسة كولومبين الثانوية عام 1999، اختار المخرج التصوير في مسقط رأسه في بورتلاند، مستخدمًا العشرات من الممثلين المراهقين غير المدربين. بالإضافة إلى الخلط بين الأعمال الارتجالية الطويلة مثل تلك الموجودة في جيري مع المصور السائل لـ هاريس سافيديس، تأثر الفيلم أيضًا بفيلم آلان كلارك عام 1989 الذي يحمل نفس الاسم (انظر فيل). أثار الفيلم النهائي ردود فعل قوية من الجماهير في مهرجان كان السينمائي 2003. في مهرجان كان، منحت لجنة التحكيم فيلم الفيل بجائزتها الأولى، السعفة الذهبية، وفان سانت مع أول تمثال لأفضل مخرج من المهرجان.  أدى نجاح فيلم الفيل إلى قيام فان سانت بإظهار العرض الأول في الولايات المتحدة لفيلم الفيل لجمع التبرعات لمنظمة من الخارج للداخل، وهي منظمة تعمل على مساعدة الشباب الذين يعيشون في شوارع بورتلاند بولاية أوريغون .
في عام 2005، أصدر فان سانت الأيام الأخيرة ، المكون الأخير لما أشار إليه بـ «ثلاثية الموت»، (الأجزاء الأخرى هي جيري و الفيل). إنه سرد خيالي لما حدث لمهاجم نيرفانا كورت كوبين في الأيام التي سبقت وفاته. في عام 2006، بدأ فان سانت العمل في حديقة جنون العظمة استنادًا إلى كتاب بليك نيلسون، حول مراهق يتزلج على الألواح تسبب بطريق الخطأ في وفاة شخص ما. تم عرض الفيلم في أوروبا في فبراير 2008. كما أخرج مقطع "Le Marais" من الفيلم الشامل Paris، je t'aime .
صدر فيلم ميلك في عام 2008، وهو فيلم سيرة ذاتية لسياسي سان فرانسيسكو مثلي الجنس بشكل علني، هارفي ميلك، الذي اغتيل في عام 1978. حصل الفيلم على ثمانية ترشيحات لجوائز الأوسكار في حفل توزيع جوائز الأوسكار الحادي والثمانين، بما في ذلك أفضل فيلم، وفاز مرتين بجائزة أفضل ممثل في دور قيادي ل شون بن، الذي لعب دور البطولة ميلك، وأفضل سيناريو أصلي عن الكاتب داستن لانس بلاك . تم ترشيح فان سانت لأفضل مخرج .  فان سانت لاحقًا أن تجربته مع شون بن في الفيلم كانت «مذهلة».
تم عرض مشروعه عام 2011 الأرق في قسم Un Certain Regard في مهرجان كان السينمائي 2011، وقام ببطولته ميا واسيكوسكا وهنري هوبر، نجل الممثل دينيس هوبر .
صدر فيلم فان سانت، أرض الميعاد ، في 28 ديسمبر 2012.  نجوم الفيلم فرانسيس مكدورماند، مات ديمون، وجون كراسينسكي - شارك الأخيران في كتابة السيناريو استنادًا إلى قصة ديف إيجرز. تم تصوير الفيلم في أبريل 2012، واختارت شركة الإنتاج Focus Features تاريخ الإصدار بحيث يكون الفيلم مؤهلاً للحصول على جوائز.
وعقب أرض الميعاد ، وجهت فان سانت فيلم بعنوان بحر الأشجار ، الذي لعب بطولته ماثيو ماكونهي وكين واتانابي . يحكي الفيلم قصة رجل يسافر إلى الغابة الانتحارية سيئة السمعة في اليابان لقتل نفسه، فقط ليقابل رجلاً آخر يرغب في الانتحار أيضًا، ثم ينطلق معه في «رحلة روحية».  تم اختيار الفيلم للتنافس على السعفة الذهبية في مهرجان كان السينمائي لعام 2015، لكنه قوبل باستقبال نقدي قاس في كان، حيث تم الاستهجان والسخرية منه.
ويعد آخر فيلم لفان سانت حتى الآن لا تقلقوا، هو لن يذهب بعيدا سيرا على الأقدام 2018 بطولة الممثل الكبير خواكين فينيكس والممثل الرائع جونا هيل مع جاك بلاك .
وفيلمه القادم حسب المعلومات المتوفرة بعنوان أمير الموضة بطولة الممثل الكوميدي الشهير ويل فيرل .

## الجوائز
- الإنجاز الوظيفي
  - جائزة صانع الأفلام على الحافة لمهرجان بروفينستاون السينمائي الدولي (2002)
- صيدلية كاوبوي (1989)
  - جائزة جمعية لوس أنجلوس لنقاد السينما لأفضل سيناريو (مع دانيال يوست)
  - جائزة الروح المستقلة لأفضل سيناريو (مع دانيال يوست)
  - جائزة الجمعية الوطنية لنقاد السينما لأفضل مخرج
  - جائزة الجمعية الوطنية لنقاد السينما لأفضل سيناريو (مع دانيال يوست)
  - جائزة New York Film Critics Circle لأفضل سيناريو (مع دانيال يوست)
- بلدي الخاص أيداهو (1991)
  - الاختيار الرسمي لمهرجان البندقية السينمائي
  - مهرجان تورنتو للمهرجانات جائزة FIPRESCI
- Good Will Hunting (1997)
  - الاختيار الرسمي لمهرجان برلين السينمائي
  - ترشيح لجائزة الأوسكار لأفضل مخرج [فاز الفيلم بجائزة أفضل ممثل مساعد وأفضل سيناريو أصلي]
  - ترشيح نقابة المخرجين الأمريكية (DGA) للإنجاز الإداري المتميز في الصور المتحركة
  - ترشيح جائزة القمر الصناعي لأفضل مخرج [ بحاجة لمصدر ]
- العثور على Forrester (2000)
  - جائزة مهرجان برلين السينمائي من نقابة دور السينما الألمانية
- الفيل (2003)
  - مهرجان كان السينمائي السعفة الذهبية
  - مهرجان كان السينمائي Prix de la mise en scène
- الأيام الأخيرة (2005)
  - الاختيار الرسمي لمهرجان كان السينمائي
- بارانويد بارك (2007)
  - جائزة جمعية بوسطن لنقاد السينما لأفضل مخرج
  - مهرجان كان السينمائي "Prix du 60ème anniversaire" (تكريمًا أيضًا لمجموعة أعماله)
- الحليب (2008)
  - ترشيح لجائزة الأوسكار لأفضل مخرج [فاز الفيلم بجائزة أفضل ممثل في دور قيادي وأفضل سيناريو أصلي]
  - جائزة جمعية بوسطن لنقاد السينما لأفضل مخرج [ بحاجة لمصدر ]
  - ترشيح جائزة جمعية نقاد بث الأفلام لأفضل مخرج
  - جائزة سينما السلام لأفضل فيلم في العام
  - ترشيح نقابة المخرجين الأمريكية (DGA) للإنجاز الإداري المتميز في الصور المتحركة
  - ترشيح لجائزة الأقمار الصناعية لأفضل مخرج .

## قائمة أفلامه التي أخرجها

### الأفلام الطويلة
| عام  | فيلم                                         | مخرج | كاتب | منتج | الإجمالي         |
| ---- | -------------------------------------------- | ---- | ---- | ---- | ---------------- |
| 1985 | مالا نوش                                     | نعم  | نعم  | نعم  | غير معروف        |
| 1989 | صيدلية كاوبوي                                | نعم  | نعم  |      | 4,729,352 دولارًا |
| 1991 | بلدي الخاص ايداهو                            | نعم  | نعم  |      | 6,401,336 دولار  |
| 1993 | حتى رعاة البقر يحصلون على البلوز             | نعم  | نعم  | نعم  | 1,708,873 دولارًا |
| 1995 | للموت من أجل                                 | نعم  |      |      | 21,284,514 دولار |
| 1997 | ويل هانتينج الجيد                            | نعم  |      |      | 225933435 دولارًا |
| 1998 | مريض نفسياً                                   | نعم  |      | نعم  | 3714130 دولارًا   |
| 2000 | البحث فورستر                                 | نعم  |      |      | 80701064 دولار   |
| 2002 | جيري                                         | نعم  | نعم  |      | 236266 دولارًا    |
| 2003 | فيل                                          | نعم  | نعم  |      | 10,020,543 دولار |
| 2005 | الأيام الأخيرة                               | نعم  | نعم  | نعم  | 2,456,454 دولار  |
| 2007 | حديقة بجنون العظمة                           | نعم  | نعم  |      | 4,545,747 دولار  |
| 2008 | حليب                                         | نعم  |      |      | 54.586.584 دولار |
| 2011 | الأرق                                        | نعم  |      | نعم  | 163265 دولارًا    |
| 2012 | أرض الميعاد                                  | نعم  |      |      | 8,138,788 دولار  |
| 2015 | بحر الأشجار                                  | نعم  |      |      | 825577 دولارًا    |
| 2018 | لا تقلقوا، هو لن يذهب بعيداً سيراً على الأقدام | نعم  | نعم  |      | 4,241,656 دولار  |

### أفلام قصيرة
- المرح مع Bloodroot (1967) 2 دقيقة و 20 ثانية ، 8 ملم لون
- The Happy Organ (1971) 20 دقيقة ، 16 ملم أبيض وأسود
- ليتل جوني (1972) 40 ثانية ، 16 ملم أبيض وأسود
- 1/2 محادثة هاتفية (1973) دقيقتان ، 16 ملم أبيض وأسود
- بداية الصباح المتأخر (1975) 28 دقيقة ، 16 ملم لون
- The Discipline of DE (1978) 9 دقائق ، 16 ملم أسود وأبيض ، مقتبس من قصة ويليام س.بوروز القصيرة ، رواه كين شابيرو
- Alice in Hollywood (1981) 45 دقيقة ، 16 ملم لون
- صديقي (1982) 3 دقائق ، 16 ملم أبيض وأسود
- أين هي ذاهبة؟ (1983) 3 دقائق ، 16 ملم لون
- كابوس تايفون (1984) 9 دقائق ، 16 ملم بالأبيض والأسود
- صديقي الجديد (1984) 3 دقائق ، 16 ملم لون
- خروج كين الموت من السجن (1985) 3 دقائق ، 16 ملم أبيض وأسود
- خمس طرق لقتل نفسك (1986) 3 دقائق ، 16 ملم أبيض وأسود
- صلاة عيد الشكر (1991) دقيقتان ، 35 ملم ، كتابة وبطولة ويليام س. بوروز
- أربعة أولاد في فولفو (1996) 4 دقائق ، ملون
- باريس ، جي تايمي (2006) فقرة «لو ماريه»
- إلى كل سينما خاصة به (2007) فقرة «القبلة الأولى» (3 دقائق)
- 8 (2008) الجزء «القصر على التل»

## روابط خارجية
جوس فان سانت على imdb